# フランシス・レブンワース

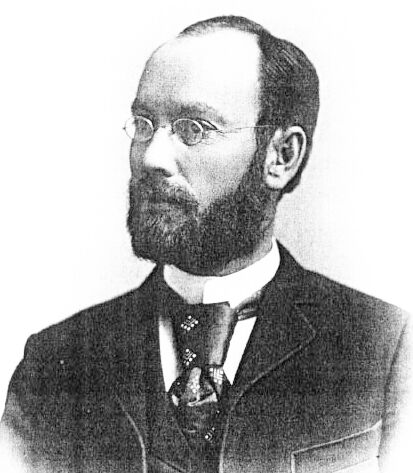
フランシス・レブンワース

フランシス・レブンワース(Francis Preserved Leavenworth、1858年9月3日-1928年11月12日)は、アメリカ合衆国の天文学者である。バージニア大学のマコーミック天文台にある口径66cmの望遠鏡を用いて、フランク・ミュラー及びオーモンド・ストーンとともに、ニュージェネラルカタログ天体を多く発見した。インディアナ州マウントバーノン生まれ。
1888年にCamden Astronomical Societyが設立されると、すぐにそのメンバーとなった。
1909年にフレデリック・レオナルドのSociety for Practical Astronomyに加わった。